# Karl Dedecius
Karl Dedecius właśc. Karol Dedecius (ur. 20 maja 1921 w Łodzi, zm. 26 lutego 2016 we Frankfurcie nad Menem) – niemiecki tłumacz i popularyzator literatury polskiej i rosyjskiej. Zajmował się także eseistyką i teorią przekładu, publikował w prasie oraz wykładał na uczelniach.

## Życiorys
Urodził się w Łodzi w rodzinie Niemców, którzy przybyli do Polski z czeskich Sudetów i Szwabii. Skończył łódzkie Gimnazjum im. Stefana Żeromskiego. W czasie II wojny światowej został wcielony do Wehrmachtu we Frankfurcie nad Odrą. Latem 1942 roku znajdował się na froncie wschodnim pod Stalingradem, gdzie został ciężko ranny i dostał się do niewoli sowieckiej, w której przebywał do 1950. Tam nauczył się rosyjskiego. Po wyjściu z niewoli nie wrócił do rodzinnej Łodzi, lecz przeniósł się do narzeczonej w Weimarze, w ówczesnej NRD. W 1952 wyemigrował do RFN. Przez ponad 20 lat pracował jako agent ubezpieczeniowy we frankfurckim towarzystwie ubezpieczeniowym Allianz. Wówczas hobbystycznie zaczął zajmować się tłumaczeniem. W 1959 roku ukazał się pierwszy tomik jego przekładów polskiej liryki Lekcja ciszy. Sensację wzbudziło jego tłumaczenie Myśli nieuczesanych Stanisława Jerzego Leca, które sprzedano w nakładzie ponad 300 tys. egzemplarzy.
W 1980 roku został założycielem i pierwszym dyrektorem (do 1999) Deutsches Polen-Institut (Niemiecki Instytut Kultury Polskiej) w Darmstadt, instytucji zajmującej się popularyzacją polskiej twórczości w Niemczech oraz kontaktami między oboma narodami. Wydał kilkadziesiąt antologii i tomów indywidualnych pisarzy. Jest edytorem 50-tomowej serii „Polnische Bibliothek” (Biblioteka Polska) obejmującej literaturę polską od średniowiecza po współczesność. Łącznie tłumaczył ponad 300 poetów i prozaików w tym Mickiewicza, Miłosza, Szymborską, Różewicza, Leca, Herberta, Wojtyłę. Za dzieło jego życia uznawana jest 7-tomowa Panorama der polnischen Literatur des 20. Jahrhunderts (Panorama literatury polskiej XX wieku).
W 1963 roku odnowił i zaczął utrzymywać bliski kontakt z rodzinną Łodzią. Po wyrażeniu swojej zgody, 19 listopada 2002 roku Karl Dedecius został patronem Publicznego Gimnazjum nr 43 w Łodzi.
Od 2003 roku polscy tłumacze literatury niemieckojęzycznej oraz niemieccy tłumacze literatury polskiej mogą zostać wyróżnieni Nagrodą imienia Karla Dedeciusa. Laureaci wybierani są przez polsko-niemieckie jury.

## Dzieła
Oprócz przekładów cudzych utworów (m.in. „Dialog z pamięcią: wiersze z Łodzi” ISBN 83-908625-7-3) Karl Dedecius jest również autorem książek z dziedziny stosunków polsko-niemieckich, literaturoznawstwa oraz teorii przekładu. W języku polskim ukazały się:
- poradnik dla tłumaczy pt. Notatnik tłumacza, który jest syntetycznym „(...) przeglądem teorii przekładu w jej historycznym rozwoju”[8],
- Książka jako wola i wyobrażenie[9],
- Polacy i Niemcy w Europie[10],
- wspomnienia pt. Europejczyk z Łodzi[3].
- Wybór esejów pt. Szkiełko tłumacza i oko poety. Eseje, wyb. i wstęp Andreas Lawaty, Universitas, Kraków 2013.

## Odznaczenia i nagrody

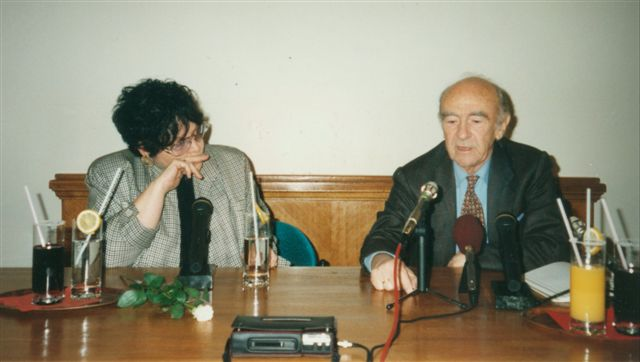
Karl Dedecius w rozmowie z Aliną Perth-Grabowską, Warszawa, 1995

### Ordery i medale
- Order Zasługi Hesji (1986)[11]
- Krzyż Komandorski z Gwiazdą Orderu Zasługi Republiki Federalnej Niemiec (1994)
- Krzyż Komandorski z Gwiazdą Orderu Zasługi Rzeczypospolitej Polskiej (6 marca 1995)[12]
- Order Orła Białego (3 maja 2003)[13]
- Medal „Cordi Poloniae” Konwentu Organizacji Polskich w Niemczech[14]

### Nagrody i honorowe obywatelstwa
- Nagroda Deutsche Akademie für Sprache und Dichtung w Darmstadt (1967)
- Nagroda Fundacji Jurzykowskiego w Nowym Jorku (1968)
- Dyplom Honorowy ZAiKS-u (1970)
- Nagroda literacka ZAiKS-u dla tłumaczy (1977)[15]
- Nagroda specjalna Polskiej Fundacji Kultury (1988)
- Nagroda Pokojowa Księgarzy Niemieckich (1990)
- Honorowy Obywatel Miasta Łodzi (1992)[16]
- Honorowy Obywatel Miasta Płocka (1994)
- Nagroda im. Samuela Lindego (1996)
- Nagroda im. Andreasa Gryphiusa (1997)
- I Nagroda Uniwersytetu Viadrina we Frankfurcie nad Odrą (1999)
- Niemiecka Nagroda Narodowa (2010)
- tytuł Ambasadora Polszczyzny poza Granicami Kraju (2013)[17]

Doktoraty honoris causa
- Uniwersytet Alberta Magnusa w Kolonii (1976)
- Katolicki Uniwersytet Lubelski (1987)[18]
- Uniwersytet Łódzki (1990)
- Uniwersytet Mikołaja Kopernika w Toruniu (1995)[19]
- Uniwersytet Jagielloński (2000)
- Europejski Uniwersytet Viadrina we Frankfurcie nad Odrą (2011)[20]